# IHC Beaufort
IHC Beaufort ist ein luxemburgischer Eishockeyklub aus Befort, der seit der Saison 2016/17 am Spielbetrieb der belgischen National League Division 1 teilnimmt. Der 1969 gegründete Verein trägt seine Heimspiele im Patinoire de Beaufort aus.
Der Präsident ist Michael Carlo.

## Geschichte
Der Vorgänger des IHC Beaufort – der HC „Canada Dry“ Beaufort-Echternach nahm in den 1970er Jahren in Belgien am Spielbetrieb teil und konnte dort den Titel in der 3. Spielklasse gewinnen.
Der IHC Beaufort nahm am Spielbetrieb in Deutschland als IHC Beaufort Echternach an der Regionalliga Süd-West 1980/81 und als IHC Beaufort an der Regionalliga Süd-West 1981/82 Gruppe 2 und an der Landesliga Rheinland-Pfalz-Saar von 1995 bis 1999 und an der Rheinland-Pfalz-Liga von 2011/12 bis 2015/16 teil.
Am Spielbetrieb in Luxemburg nahm der IHC Beaufort – zeitweise sogar mit mehr als einer Mannschaft -
- 1993/94, 1997/98 bis 2001/02 und seit 2020/21 an der Luxemburgische Eishockeyliga und
- 1993/94, 1996/97, 1998/99 bis 2001/02, 2006/07 und 2010/11 bis 2013/14 am Luxemburgischen Eishockeypokal teil.